# ネイバーユース
ネイバーユース(Neighbour Youth)は日本のポップ・ロックユニット。

## メンバー
- 榎本尚貴（ボーカル、ギター）1977.03.22生まれ、神奈川県横浜市出身。
関東学院大学法学部卒業。中学時代はサッカー部、高校時代はスキー部に所属。
- 白井智廣（ギター、ボーカル）1977.01.28生まれ、神奈川県相模原市出身。
日本大学芸術学部卒業。高校時代はスキー部に所属。

## 概要
中学時代より目立ちたがり屋だった榎本が、日本大学第三中学校、日本大学第三高等学校の友人である白井に声をかけ、ネイバーユースの原形ができる。高校の学園祭では、白井が自分の好きなガンズ・アンド・ローゼズの楽曲をやりたいと榎本に直訴するも、「俺はアクセルにはなれない」という意味不明な答弁により却下される。結局、榎本の「アクセルにはなれないが、あんちゃんにならなれるかも」という発言から、江口洋介の『恋をした夜は』や、チューリップの『サボテンの花』などをコピーしていた。
バンド名は「ユースってなんかかっこよくね?」という榎本の言葉から。よくインタビューなどで、「隣の若者」という意味かと聞かれていた際、面倒くさいから「じゃそれで」と答えていた。なお、当初のバンド名は「エノモトボラン」（当時流行っていたT-BOLANにちなむ）であった。
活動休止後は、榎本が2006年から音楽活動を再開し、2007年にATSを結成。白井が2005年にニュートリノ（センチメンタル★文学系ロックバンド）に加入して活動している。

## 略歴
- 1997年3月、神奈川県にてバンド結成。主に宅録で曲をつくり、レコード会社等に送る。渋谷、下北沢、新宿を中心にライブを展開する。
- 1999年5月、インディーズでファーストマキシシングル『ネイバーユース』を発表。この頃より路上ライブを代々木公園で毎週日曜日に行う。
- 2000年11月、徳間ジャパンコミュニケーションズより『ソフトサイダー』でデビュー。
- 2001年4月、渋谷デセオでワンマンライブ。10月渋谷エッグサイトで2度目のワンマンライブ。
- 2002年3月、渋谷エッグサイトで3度目のワンマンライブ。7月、渋谷エッグサイトで4度目のワンマンライブ。9月、山手エンジェルスクラブで5度目のワンマンライブ。10月、突然の白井の体調不良により無期限活動休止。
- 2010年11月、三軒茶屋GRAPE FRUIT MOONでメジャーデビュー10周年ライブ。

## ディスコグラフィー

### インディーズ
1. ネイバーユース（1999年5月20日発売）
2. Ideal World（2000年7月20日発売）

### シングル
1. ソフトサイダー（2000年11月22日発売）
2. 透明空気（2001年3月7日発売）
3. hello（2001年6月27日発売）…TBS系『BLITZ INDEX』オープニングテーマ
4. fuzzyday（2002年2月27日発売）…フジテレビ系『奇跡体験!アンビリバボー』エンディングテーマ
5. 結局君がすきなのさ（2002年5月20日発売）…テレビ東京系『スタメンバンド』オープニングテーマ

### アルバム
1. ぼくらの中でゆれているもの（2001年7月25日発売）
2. Ready Steady Go!!（2002年6月19日発売）

## 出演番組
- オールナイトニッポンR（ニッポン放送）
- ネイバーユースのピンポンダッシュ（bayfm、2001年4月 - 2002年3月）
- 電リクビートボックス（MXテレビ、2000年10月 - 2001年3月）
- ミンナノタメノウタ（MXテレビ、2001年4月 - 6月）
『佐賀県』がヒットする以前のはなわと出演していた。